# André-Louis Debierne
André-Louis Debierne (Phát âm tiếng Pháp: [ɑdʁe lwi dəbjɛʁn] ; 14 tháng 7 năm 1874 - 31 tháng 8 năm 1949) là một nhà hóa học người Pháp và được coi là người đã phát hiện ra nguyên tố actini.
Debierne từng học tại trường ESPCI ParisTech.  Ông là học trò của Charles Friedel, đồng thời là bạn thân của Pierre và Marie Curie và có nhiều nghiên cứu chung cùng họ. Năm 1899, ông phát hiện ra nguyên tố phóng xạ actini, kết quả của công việc với khoáng vật uraninit mà nhà Curie đã khởi xướng.
Sau cái chết của Pierre Curie vào năm 1906, Debierne đã giúp Marie Curie tiếp tục và làm việc với bà trong việc giảng dạy và nghiên cứu.
Năm 1910, ông và Marie Curie điều chế ra radi ở dạng kim loại  ở một lượng có thể nhìn thấy được. Tuy nhiên, họ không giữ nó ở dạng kim loại. Sau khi chứng minh sự tồn tại của kim loại này, họ đã chuyển đổi nó thành các hợp chất mà họ có thể tiếp tục nghiên cứu.